# Jōji Morikawa
Jōji Morikawa (jap. 森川 ジョージ Morikawa Jōji), znany również jako George Morikawa (ur. 17 stycznia 1966 w Tokio) – japoński mangaka, najbardziej znany z serii Hajime no Ippo, na podstawie której nakręcono serial o tym samym tytule. W 1991 otrzymał za wspomnianą mangę nagrodę Kōdansha Manga.

## Twórczość
- Silhouette Night (jap. シルエットナイト) (1983)
- Kazuya Now (jap. 一矢NOW) (1986) (2 tomy)
- Signal Blue (jap. シグナルブルー) (1986) (2 tomy)
- Hajime no Ippo (jap. はじめの一歩) (1989-, Kodansha) (129 tomów)
- I'll be Seeing You! (jap. 会いにいくよ Ai ni Ikuyo) (2012) (1 tom)

## Nagrody i wyróżnienia
- Nagroda Kōdansha Manga (1991) za Hajime no Ippo